# Arkadi Andreasjan
Arkadi Andreasjan, orm. Արկադի Անդրեասյան, ros. Аркадий Георгиевич Андреасян, Arkadij Gieorgijewicz Andrieasian (ur. 11 sierpnia 1947 w Baku, zm. 23 grudnia 2020 tamże) – ormiański piłkarz, reprezentant Związku Radzieckiego, olimpijczyk, brązowy medalista Igrzysk w Monachium (1972), trener piłkarski.

## Kariera piłkarska

### Kariera klubowa
Grał jako pomocnik. Wychowanek klubu Nieftianik Baku. W 1964 rozpoczął karierę piłkarską w Lernagorcu Kapan. Grał również w zespołach Szirak Leninakan i Sewan Oktemberian. Największe sukcesy odnosił jako zawodnik najbardziej utytułowanego klubu Armeńskiej SRR – Araratu Erywań, w którym spędził lata 1967–1978. W sezonie 1974/1975 dotarł z Araratem do 1/4 finału Pucharu Europy (strzelił bramkę w wygranym 1:0 rewanżowym meczu ćwierćfinałowym z Bayernem Monachium). W 1978 zakończył karierę piłkarską.

### Kariera reprezentacyjna
Od 6 sierpnia 1972 do 29 listopada 1975 rozegrał 12 meczów w pierwszej reprezentacji Związku Radzieckiego, strzelił jedną bramkę. Z olimpijską reprezentacją ZSRR zdobył brązowy medal Igrzysk Olimpijskich w Monachium w 1972.

## Kariera trenerska
Po zakończeniu kariery zawodniczej pracował jako trener. Najdłużej związany był z zespołem Araratu Erywań, ale prowadził również inne kluby ormiańskie. Nigdy nie zdobył tytułu mistrzowskiego, ale prowadzony przez niego Ararat trzykrotnie zajmował drugie miejsce w lidze, w 1997 wygrał krajowy Puchar, a w 2001 dotarł do finału. Przez kilka lat pracował także w Libanie, gdzie trenował piłkarzy bejruckiego Homenmenu, występującego w libańskiej ekstraklasie i reprezentującego lokalną społeczność ormiańską.
Od 24 maja 2007 do 2008 prowadził klub Mika Asztarak. Od 2009 pracował na różnych stanowiskach w Araracie Erywań.

## Sukcesy i odznaczenia

### Sukcesy klubowe
- mistrz ZSRR: 1973
- wicemistrz ZSRR: 1971, 1976 (w)
- zdobywca Pucharu ZSRR: 1973, 1975
- finalista Pucharu ZSRR: 1976

### Sukcesy reprezentacyjne
- brązowy medalista igrzysk olimpijskich: 1972

### Sukcesy trenerskie
- brązowy medalista II ligi ZSRR: 1979
- wicemistrz Armenii: 1996/97, 1999, 2000
- zdobywca Pucharu Armenii: 1996/97
- zdobywca Superpucharu Armenii: 2009
- finalista Pucharu Armenii: 2001
- finalista Superpucharu Armenii: 1997

### Sukcesy indywidualne
- 4-krotnie wybrany do listy 33 najlepszych piłkarzy ZSRR: Nr 1 (1973, 1974), Nr 2 (1971, 1975)

### Odznaczenia
- tytuł Mistrza Sportu ZSRR: 1971
- tytuł Mistrza Sportu Klasy Międzynarodowej:
- tytuł Zasłużonego trenera Armeńskiej SRR: 1982
- Medal „Za zasługi przed ojczyzną” klasy I: 2011